# تپه چیچک قوچاق
تپه چیچک قوچاق مربوط به هزاره اول قبل از میلاد است و در شهرستان قروه، بخش دلبران، روستای قوجاق واقع شده و این اثر در تاریخ ۹ اردیبهشت ۱۳۸۲ با شمارهٔ ثبت ۸۴۸۹ به‌عنوان یکی از آثار ملی ایران به ثبت رسیده است.